# 아날로직
아날로직 (Analozik, 본명 김혁진), 로직 (LOZIK) 또는 DJ 로직 (DJ LOZIK)은 대한민국의 힙합 및 일렉트로니카 작곡가 겸 DJ다. 2002년 처음 마스터플랜의 소속 아티스트로 곡을 공개하였으며, 이에 앞서 2000년 Boltrix의 곡 Do It Again의 비트를 만들기도 하였다. 2007년부터는 Happy Robot Records의 소속으로 COZMIC ROBO와 함께 Apls를 결성, 일렉트로니카 성향이 짙은 음악을 선보이기도 하였다.

## 바이오그래피

### 초창기
Analozik은 고1 때부터 작곡과 피아노를 공부하며 창작을 시작하였다. 그는 친한 친구였던 Boltrix의 데뷔곡 Do It Again의 비트를 제공하는 것으로 음악 활동을 시작하였으며, 2002년 마스터플랜에 데모테입을 제출 후 합격하면서 마스터플랜 소속 아티스트가 되었다. 이는 클럽 마스터플랜의 휴장 이후로 최초의 계약건이어서 그는 마스터플랜 팬들 사이에서는 기대와 관심을 모으게 되었다. 그가 처음 마스터플랜에서 선보인 작업물은 2002년 Who's the Man in the Master Plan에 수록된 Defconn의 〈그의 여름은 화끈하네 (Analozik Daydream Remix)〉와 MP HIPHOP Project 2002에 실린 Mama's Dream 등이었다. 비교적 조용한 활동을 펼쳤던 그는, 바로 다음 해인 2003년 첫 번째 솔로 앨범 편지함을 발표하였다. 이 앨범은 일부에게서는 dj soulscape의 아류작이라는 평도 들었으나, 그의 특유의 감성적이고 따뜻한 샘플 운용과 배치에 적지 않은 매니아를 만들어냈다. 한편 수록곡 중 Defconn의 〈소멸〉의 경우 미군에게 강간 당한 아내를 죽이는 충격적인 이야기를 Defconn 당시의 강렬한 랩 플로우로 다루면서, 당시 미군 장갑차에 의한 중학생 압사 사건으로 인해 치솟았던 반미 분위기를 타고 많은 네티즌들의 지지를 받기도 하였다.

### 해피로봇 레코드
앨범을 낸 후 Analozik의 활동은 찾아보기 어려울 정도로 조용하였으며, 여러 파티 DJ로써의 활동과 MP HIPHOP Project 2004 Change the Game에 짧은 곡 Unusual Love in Mambotique Reason을 수록시킨 것 등이 있었다. 2004년 들어 마스터플랜은 그가 새 앨범 Nouvelle Vague를 작업 중이라고 밝혔으나 이 앨범도 그 이상의 진척 소식이 들려오지지 않았으며, 다만 2006년 I.F.의 싱글 앨범 수록곡 〈저녁식사〉 비트를 제공한 것이 2006년까지의 그의 공개된 활동 전부였다. 그러던 중 2006년 마스터플랜이 시스터 레이블 Happy Robot Records를 출범시키자, 아날로직은 이곳으로 자리를 옮기고 새로이 앨범을 준비하였다. 이는 2007년 Boltrix의 COZMIC ROBO (前 구자구)와 모델 활동을 해왔던 보컬 ARIS와 함께 결성한 3인조 팀 apls로 거듭났다. 아날로직은 여기서 자신의 이름을 DJ LOZIK으로 바꾸고, 이전보다 하우스, 일렉트로니카, 라운지 등의 느낌이 배합된 음악을 선보였다. 이로 인해 과거 아날로직 음악을 즐겨 듣던 힙합 매니아들은 오히려 그의 음악에 당황하고 멀리한 한편, 새로운 씬의 팬들이 늘어났다. 이후 apls는 ARIS가 빠지면서 "LOZIK과 ROBO의 2인조"로 거듭났다.
2008년 그는 페퍼톤스의 백밴드 세션을 맡았으며, 이 인연으로 그랜드 민트 페스티벌 (GMF) 2008의 테마음악인 페퍼톤스의 New Hippie Generation 리믹스 작업을 맡기도 했다. 그의 이름으로 나온 음악은 2009년 발표된 GMF2009 스페셜 싱글이 한동안 끝이었다. 대신 그는 2013년까지 Happy Robot Records의 A&R을 맡아 활동하였다.

### 힙합으로의 복귀
2013년 8월 그는 Soul Dive와 함께 한 싱글을 선보이면서 오랜만에 힙합, 그리고 음악 프로듀서로써의 면모를 드러냈다. 리드머 뉴스에서 그는 지난 5년간 음악 활동 외에 음악 비즈니스를 병행하고 있었으며 "좋은 아티스트들이 많이 나타났고, 그들과 작업하고 싶은 욕심이 생겼다. [편지함] 발매 10주년을 기념해서 새로운 프로젝트를 고민하던 시기에 좋은 인연들이 생겨났고, 이렇게 다시 발걸음을 시작하게 됐다"고 밝혔다.
대표곡: Mama's Dream, 〈내 아들에게〉, 〈더 하고 싶어〉

## 디스코그래피
- 2003년 LP 《편지함》
- 2008년 디지털 싱글 GMF2008 Special CD - Remixed by DJ LOZIK
- 2009년 디지털 싱글 GMF2009 Special CD - Remixed by DJ LOZIK
- 2013년 디지털 싱글 《더 하고 싶어》
- 2013년 디지털 싱글 《실루엣》

## 이름
- Analozik은 "아날로그를 논리 (logic)적으로 풀어간다"는 뜻이 담겨있다. 데뷔 후부터 2007년 apls의 결성 전까지 이 이름을 사용하였으며, 최근 2013년 새로운 싱글 발표하였을 때 역시 이 이름을 사용하였다.[1]
- DJ LOZIK은 apls 활동을 시작하면서 그가 사용한 이름이다. 간단하게 LOZIK으로 표기하기도 한다.